# SC Magdeburg (Handball)
Die Handball-Abteilung des SC Magdeburg (SCM) ist ein international bekannter und erfolgreicher Handballverein aus Magdeburg. Er war 2002 der erste deutsche Verein, der die EHF Champions League gewann. Mit dem Gewinn der Champions League 2025 holte der SCM den 39. Titel im Herrenbereich. Weitere zwei Titel wurden im Damenhandball gewonnen. International ist Magdeburg der erfolgreichste Verein aus dem deutschsprachigen Raum. Die Heimspielstätte des SC Magdeburg ist die 6600 Zuschauer fassende GETEC Arena.

## Geschichte

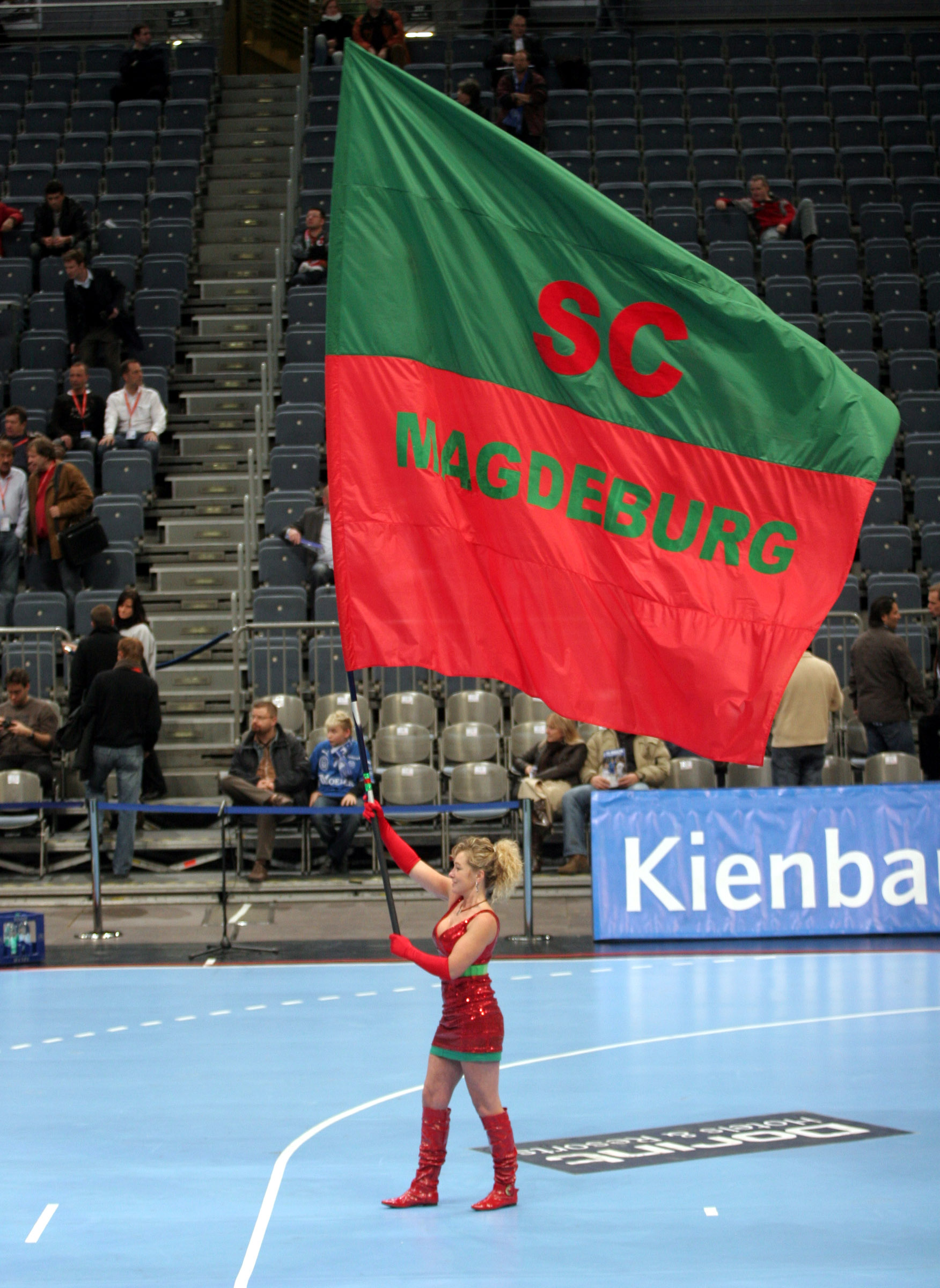
Die Fahne des SC Magdeburg 2008 vor einem Bundesligaspiel

### Gründungsjahre und Erfolge der DDR-Zeit (1955 bis 1991)
Der SC Aufbau Magdeburg wurde im Juli 1955 gegründet. Im DDR-System wurden Sportclubs zur gezielten Förderung des Leistungssports genutzt. Die Handball-Abteilung spielte ab 1958 in der DDR-Liga, konnte in den ersten Jahren allerdings noch keine größeren Erfolge vorweisen. Zunächst stritt man sich mit Stadtkonkurrenten ESV Lok Südost Magdeburg um die Vorherrschaft in Magdeburg. Noch vor dem SC gelang es dem ESV Lok Südost 1963, Handballmeister der DDR zu werden. 1964 wurde mit der DDR-Oberliga eine eingleisige Handball-Liga als höchste Spielklasse eingeführt. Der SCM nahm als eines von zehn Teams daran teil.
Nach einigen Spielzeiten im Tabellenmittelfeld stieg der SC Magdeburg unter Trainer Klaus Miesner, der vorher beim ESV Lok spielte, zum führenden Handball-Verein in der DDR auf. Nach dem ersten DDR-Meistertitel im Jahr 1970 belegte der SCM im Endklassement konstant einen Platz unter den besten Drei. 1978 gelang mit dem Gewinn des Europapokals der Landesmeister der erste internationale Titel. Im Finale besiegte der SCM Śląsk Wrocław aus Polen. Als erfolgreichste Epoche sind aber vor allem die Jahre 1980 bis 1985 zu nennen, in der der SCM sechs Mal in Folge den Titel gewinnen konnte. 1981 wurde ein zweites Mal der Europapokal errungen. Einer 23:25-Niederlage im Hinspiel gegen Slovan Ljubljana ließ der SCM ein 29:18 folgen.
In der 21-jährigen Amtszeit von Klaus Miesner schafften die Magdeburger insgesamt neun Meistertitel und blieben zwischen November 1974 und Mai 1986 in 107 aufeinanderfolgenden Heimspielen (104 Siege und 3 Unentschieden) in der Hermann-Gieseler-Halle ungeschlagen. Den DDR-Pokal gewann man 1970, 1977, 1978 und 1984. Miesner verstarb zu Beginn des Jahres 1989.
Das Traineramt beim SCM übernahm Hartmut Krüger. Mit ihm erreichte man noch den zehnten Meistertitel in der letzten Saison der DDR-Oberliga 1990/91. Im in dieser Form zum einzigen Mal ausgetragenen Finale um die gesamtdeutsche Meisterschaft trat der SC Magdeburg gegen den VfL Gummersbach an, verlor dieses aber knapp mit insgesamt 32:31. Als eines von insgesamt zwölf DDR-Teams wurde der SC Magdeburg zur Folgesaison in die gesamtdeutsche Bundesliga eingegliedert.

### Nach der Wende zum Spitzenteam (1991 bis 2007)

#### Etablierung in der Bundesliga (1991 bis 1997)
In den Jahren nach der Wende etablierte sich der SC Magdeburg in der Handball-Bundesliga. In der ersten Saison konnte man als aktiver DDR-Meister einen guten 3. Platz in der Nord-Staffel erringen und sich damit sogar für die Playoffs zur Deutschen Meisterschaft qualifizieren. Im Viertelfinale schied man dort gegen den späteren Vizemeister SG Leutershausen in der Verlängerung aus. Die Premierensaison war insofern beachtlich, als die meisten anderen DDR-Teams direkt in die 2. Bundesliga abstiegen.
In den folgenden Jahren war der SCM meist im Tabellenmittelfeld zu finden. In vier der folgenden fünf Spielzeiten belegte der SCM dabei den 9. Platz. Unter Lothar Doering erreichte der SCM in der Saison 1995/96 sogar den 6. Platz. Zugleich konnte der SCM im DHB-Pokal-Finale 1996 gegen TUSEM Essen gewinnen und damit den ersten nationalen Titel seit der Wende feiern. Im Jahr 1997 wurde zudem die Bördelandhalle (heute: GETEC Arena) fertiggestellt, die fortan als Heimstätte des SC Magdeburg fungierte.

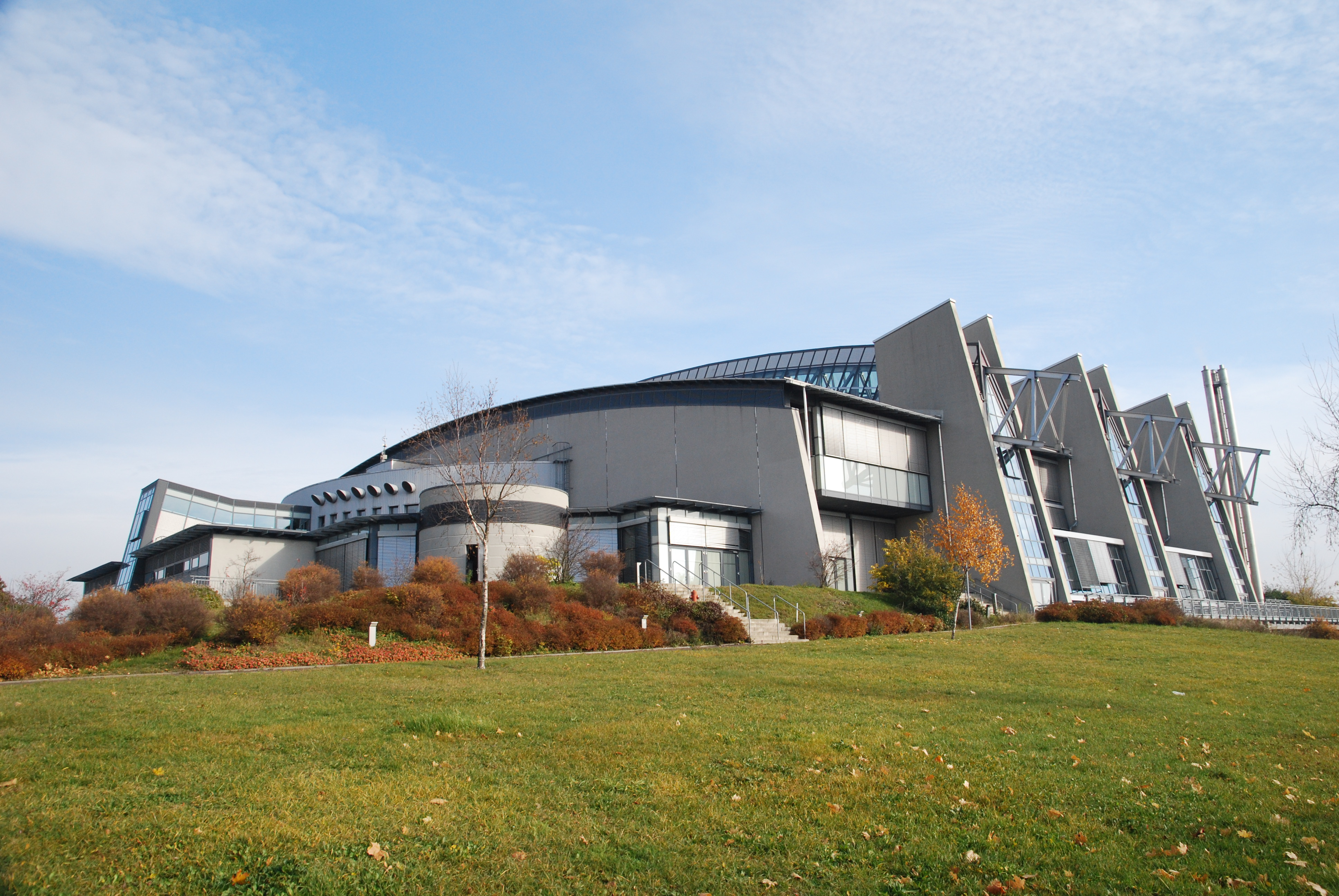
Die GETEC Arena

#### In der Bördelandhalle zu großen Titeln (1997 bis 2002)
| Saison            | Rang | Punkte | Tore     | Differenz |
| ----------------- | ---- | ------ | -------- | --------- |
| 1991/92 (BL Nord) | 3    | 36:16  | 548:479  | +69       |
| 1992/93           | 9    | 34:34  | 668:651  | +17       |
| 1993/94           | 9    | 36:32  | 684:657  | +27       |
| 1994/95           | 9    | 33:27  | 658:632  | +26       |
| 1995/96           | 6    | 35:25  | 660:642  | +18       |
| 1996/97           | 9    | 27:33  | 697:723  | −26       |
| 1997/98           | 3    | 36:20  | 712:681  | +31       |
| 1998/99           | 5    | 33:27  | 738:682  | +56       |
| 1999/00           | 3    | 49:19  | 822:721  | +101      |
| 2000/01           | 1    | 59:17  | 1001:815 | +186      |
| 2001/02           | 6    | 41:27  | 932:895  | +37       |
| 2002/03           | 3    | 55:13  | 1109:947 | +162      |
| 2003/04           | 4    | 51:17  | 1039:918 | +121      |
| 2004/05           | 3    | 49:19  | 1114:984 | +130      |
| 2005/06           | 4    | 52:16  | 1086:977 | +109      |
| 2006/07           | 6    | 48:20  | 1080:954 | +126      |

Spätestens in der Saison 1997/98 entwickelte Doering den SCM zu einem Bundesliga-Spitzenteam. Hinter dem THW Kiel und dem TBV Lemgo erreichte Magdeburg den 3. Platz, womit man sich für den EHF-Pokal qualifizierte. Neben talentierten Eigengewächsen wie Henning Fritz, Steffen Stiebler und später Bennet Wiegert – Sohn der SCM-Legende Ingolf Wiegert – konnte der SCM auch immer mehr internationale Top-Talente gewinnen. 1997 schlossen sich Joël Abati und Guéric Kervadec, 1998 Ólafur Stefánsson dem SCM an. Bereits 1996 war Stefan Kretzschmar vom VfL Gummersbach gekommen, der in den Folgejahren das Bild des SCM prägen sollte.
Zwar wurde man 1999 nur Bundesliga-Fünfter, sorgte international aber für Furore. Durch einen knappen Erfolg gegen TBV Lemgo war man ins EHF-Pokal-Finale eingezogen und traf dort auf CBM Valladolid. Nach einer 25:21-Niederlage in Spanien bot Magdeburg im Rückspiel daheim eine überzeugende Vorstellung und gewann mit dem 33:22 den ersten internationalen Titel seit 1981. An der Seitenlinie stand dort aber Peter Rost, der im Januar den langjährigen Erfolgstrainer Lothar Döring abgelöst hatte.
Zur neuen Saison wurde Alfreð Gíslason verpflichtet, unter dem der positive Trend anhielt. In der Saison 1999/2000 hatte man bis in die Endphase noch Chancen auf die erste deutsche Meisterschaft, letztlich waren der THW Kiel und der SG Flensburg-Handewitt aber noch zu stark, sodass man wie zwei Jahre zuvor Dritter wurde und sich für den EHF-Pokal qualifizierte.
Die Saison 2000/01 wurde zur erfolgreichsten Spielzeit seit der Wende. In der Bundesliga lieferte man sich ein packendes Meisterschaftsrennen mit der SG Flensburg-Handewitt und dem TBV Lemgo. Einen Punkt vor der Konkurrenz liegend verlor der SCM am vorletzten Spieltag durch eine Niederlage bei der SG Wallau/Massenheim die Tabellenführung an Flensburg. Da Lemgo zeitgleich aber ebenfalls punktlos blieb, hatte man die Chance, mit einem Heimsieg im direkten Duell gegen Flensburg am letzten Spieltag doch noch auf Platz 1 zu springen. Am 20. Mai 2001 siegte der SCM in der heimischen Bördelandhalle 30:23 und wurde somit zum ersten Mal gesamtdeutscher Meister. Es war der zweite Titel der Saison, da der SCM wenige Wochen zuvor gegen RK Metković zum zweiten Mal den EHF-Pokal gewonnen hatte.
Vor der nächsten Saison wechselte Henning Fritz zum THW Kiel. In der Liga konnte der SCM nicht an die erfolgreichen Vorjahre anknüpfen und landete nur auf Rang 6. Dafür spielte der SCM erstmals in der EHF Champions League, wo man sich bis ins Finale spielen konnte. Dort traf man auf den ungarischen Vertreter KC Veszprém. Einer 23:21-Niederlage in Ungarn folgte im Heimspiel am 27. April 2002 ein 30:25-Sieg, womit der SC Magdeburg als erster deutscher Verein die Champions League nach ihrer Umstrukturierung gewinnen konnte.

#### DieGladiatorsund das Ende der Ära Gislason (2002 bis 2007)
In den folgenden Jahren konnte der SCM, der nun den Namenszusatz Gladiators trug, zwar weiterhin in der Spitzengruppe mitspielen, allerdings nicht mehr in den Meisterschaftskampf eingreifen. Gegen Mitte der 2000er erwiesen sich der THW Kiel und die SG Flensburg-Handewitt als zu stark, sodass man sich neben dem TBV Lemgo als dritt- bzw. viertstärkste Kraft in Deutschland etablierte. Vier Spielzeiten in Folge belegte man entweder den 3. oder 4. Platz. 2005 konnte man zum dritten Mal in ein EHF-Pokal-Finale einziehen, verlor es aber, weil man gegen TUSEM Essen das starke 30:22-Hinspielergebnis noch verspielte. Im Winter der Saison 2005/06 endete die erfolgreiche Ära Gislason beim SCM. Gründe waren sportliche Probleme. So hatte der SCM mit einem 34:54 beim THW Kiel die höchste Niederlage seiner Bundesligageschichte hinnehmen müssen. Die Rückserie spielte der SCM unter dem langjährigen Gislason-Assistenten Gheorghe Licu.
Bogdan Wenta, gleichzeitig polnischer Nationaltrainer, trat die Nachfolge an. Die Mannschaft landete in der Bundesliga nur auf Platz 6, konnte aber zum vorerst letzten Mal einen großen Erfolg landen: In seinem vierten EHF-Pokal-Finale traf der SCM auf das spanische CAI BM Aragón. Einem Remis im Hinspiel folgte am 29. April 2007 in Magdeburg ein knapper 31:28-Erfolg, womit der SCM den vierten internationalen Titel in neun Jahren erringen konnte.

### Vom Umbruch zu neuen Erfolgen (2007 bis 2016)

#### Umbruchsjahre (2007 bis 2010)

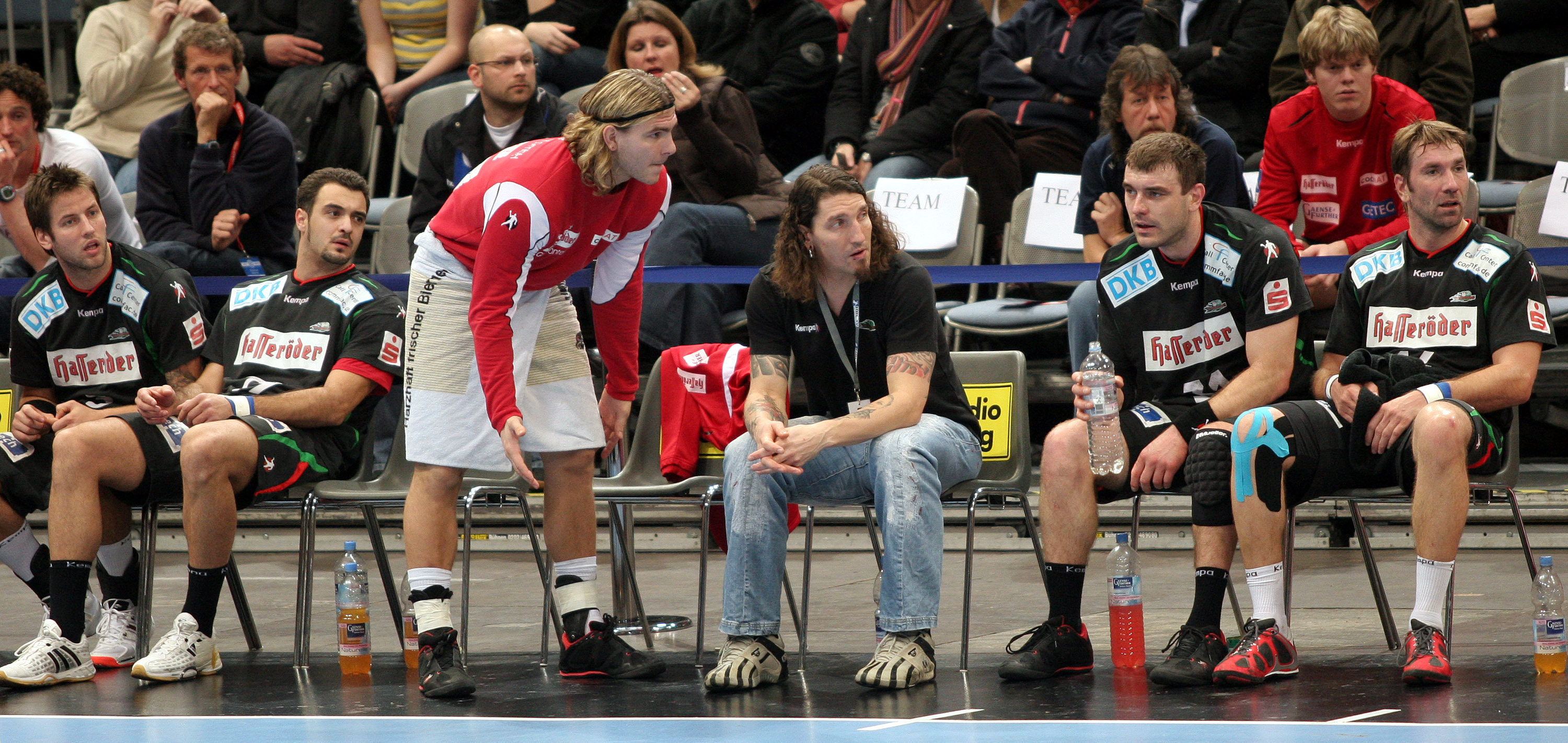
Die Ersatzbank am 19. November 2008 mit Bennet Wiegert, Alexandros Vasilakis, Christoph Theuerkauf, Stefan Kretzschmar, Bartosz Jurecki und Steffen Stiebler.

Schon 2006, vor allem aber 2007 erfolgte der große Umbruch beim SC Magdeburg. Mit Stefan Kretzschmar (Karriereende) und Joel Abati (Wechsel zu Montpellier) verließen zwei wichtige Säulen der erfolgreichen Ära den Verein. Steffen Stiebler folgte zwei Jahre später. Kretzschmar wurde aber neuer Sportdirektor. Dafür kehrte Bennet Wiegert nach drei Jahren in Wilhelmshaven und Gummersbach zum SCM zurück. Schon 2006 waren Fabian van Olphen und Bartosz Jurecki zum SCM gekommen, die in den folgenden Jahren zu den Top-Spielern des Vereins avancierten.
In der Bundesliga verpasste man in dieser Zeit aber den Anschluss an die Spitzengruppe und landete im Endklassement nie besser als Platz 7. Auch auf der Trainerbank stellte sich lange keine Konstanz ein. Bogdan Wenta verließ den Verein im November 2007, nachdem er mit ihm auf Platz 11 abgestürzt war. Unter Nachfolger Michael Biegler konnte der SCM die Saison 2007/08 immerhin noch auf Platz 8 beenden und im Folgejahr sogar Platz 7 sichern. Im Herbst 2009 fand sich der SCM aber erneut in der unteren Tabellenhälfte wieder. Michael Biegler bat nach Unstimmigkeiten mit der Vereinsführung um Vertragsauflösung. Wenige Wochen zuvor hatte auch Club-Legende Stefan Kretzschmar seinen Posten wieder abgegeben. Interimstrainer Sven Liesegang schaffte keine Trendumkehr und belegte mit der Mannschaft am Ende einen enttäuschenden 11. Platz. Dies war das einzige Mal, dass der SCM in der gesamtdeutschen Bundesliga keinen einstelligen Tabellenplatz belegte.

#### Rückkehr nach Europa und DHB-Pokal-Gewinn (2010 bis 2016)

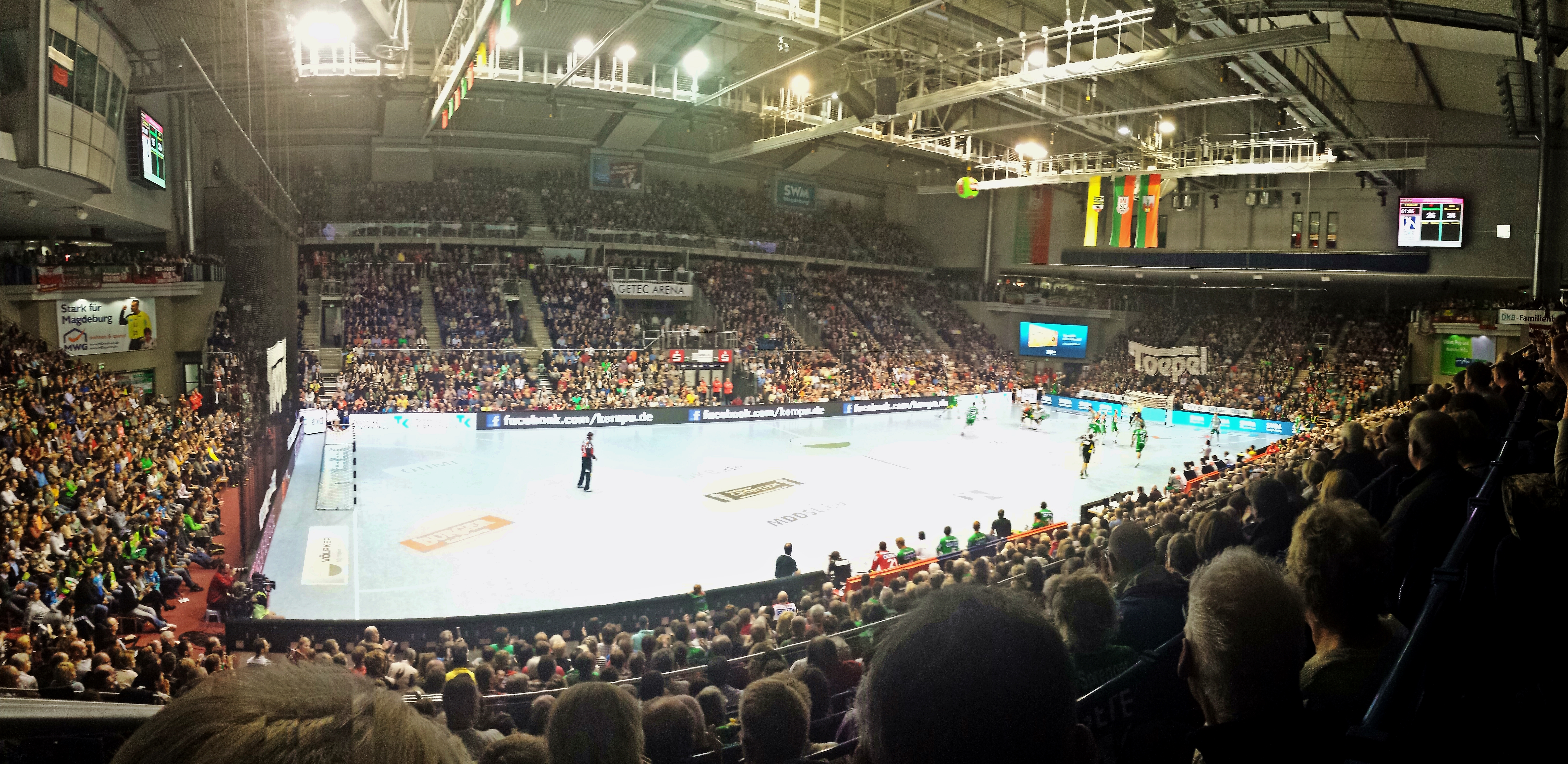
Heimspiel des SC Magdeburg gegen die TSV Hannover-Burgdorf in der Saison 2014/15

Nach 2010 legte der Club den Beinamen Gladiators wieder ab. Zur Saison 2010/11 stieß Frank Carstens als Cheftrainer zum Verein und nahm ein Jahr später zusätzlich den Posten des Co-Trainers der Nationalmannschaft an. Unter Carstens konnte sich der SCM wieder stabilisieren und sich zwei Mal für den EHF-Pokal qualifizieren. Die Saison 2012/13 endete aber erneut mit einer Enttäuschung und Platz 8. Weil sich der SCM auch in der Hinserie der Folgesaison sportlich nicht verbessern konnte, wurde Frank Carstens nach dreieinhalb Jahren entlassen. Unter Nachfolger Uwe Jungandreas wurde man Siebter.
Zur Saison 2014/15 verpflichtete der SCM Geir Sveinsson als neuen Trainer. Unter Sveinsson spielte Magdeburg die erfolgreichste Saison seit 2006 und wurde Vierter. Großen Anteil am Erfolg hatte Robert Weber, dem es als ersten SCM-Spieler gelang, Torschützenkönig der Bundesliga zu werden. Zudem konnte man ins Final Four und ins DHB-Pokal-Finale gegen den SC Flensburg-Handewitt einziehen, das man jedoch unglücklich im Siebenmeterwerfen verlor.
Der positive Trend konnte jedoch nicht aufrechterhalten werden. Ende 2015 belegte man einmal mehr den 10. Platz. Sveinsson wurde entlassen. Bennet Wiegert, der seine Karriere zwei Jahre zuvor beendet hatte, übernahm und beendete die Saison auf dem 8. Platz. Im DHB-Pokal nahm der SC Magdeburg Revanche für die Vorjahresniederlage und gewann mit einem 32:30 gegen die SG Flensburg den ersten Titel seit 2007. Auf nationaler Ebene war dies sogar der erste Titel seit der Meisterschaft 2001 und läutete eine neue Hochphase des SCM ein.

### Die Ära Bennet Wiegert (seit 2016)
| Saison  | Rang | Punkte | Tore      | Differenz |
| ------- | ---- | ------ | --------- | --------- |
| 2007/08 | 8    | 37:31  | 1036:972  | +64       |
| 2008/09 | 7    | 42:26  | 978:906   | +72       |
| 2009/10 | 11   | 25:43  | 957:1016  | −59       |
| 2010/11 | 7    | 42:26  | 1009:941  | +68       |
| 2011/12 | 6    | 39:29  | 985:940   | +45       |
| 2012/13 | 8    | 36:32  | 955:918   | +37       |
| 2013/14 | 7    | 39:29  | 995:939   | +56       |
| 2014/15 | 4    | 48:24  | 1074:994  | +80       |
| 2015/16 | 8    | 35:29  | 895:880   | +15       |
| 2016/17 | 5    | 51:17  | 988:902   | +86       |
| 2017/18 | 4    | 50:18  | 1037:927  | +110      |
| 2018/19 | 3    | 54:14  | 1010:867  | +143      |
| 2019/20 | 3    | 39:15  | 782:717   | +65       |
| 2020/21 | 3    | 53:23  | 1151:1013 | +138      |
| 2021/22 | 1    | 64:4   | 1067:884  | +183      |
| 2022/23 | 2    | 57:11  | 1124:982  | +142      |
| 2023/24 | 1    | 62:6   | 1135:927  | +208      |
| 2024/25 | 2    | 57:11  | 1076:913  | +163      |

#### Rückkehr in die Bundesliga-Spitzengruppe (2016 bis 2021)
Unter Bennet Wiegert schaffte es der SC Magdeburg in der Folgezeit, sich wieder in der Bundesliga-Spitzengruppe zu etablieren und spielt seitdem stets international. In der Saison 2016/17 wurde der SCM Fünfter, war dabei dem Meister Rhein-Neckar Löwen aber genauso nah wie dem sechsten Platz. Im Folgejahr konnte man sich um einen Platz verbessern. Im EHF-Pokal wurde die Mannschaft 2017 und 2018 zwei Mal hintereinander Dritter.
Zwischen 2018 und 2021 beendete der SCM die Handball-Bundesliga hinter dem Spitzen-Duo aus Kiel und Flensburg stets auf den dritten Platz. 2018/19 war dabei die punktemäßig beste Saison des SCM seit 2003. Mit Matthias Musche wurde zum zweiten Mal ein Magdeburger Spieler Torschützenkönig. Die COVID-19-Pandemie führte zu einem vorzeitigen Abbruch der Saison 2019/20 nach 27 Spielen. Die Spielzeit 2020/21 fand wegen der Pandemie ohne Zuschauer statt.
Nachdem der SCM 2019 bereits in der Qualifikation scheiterte und der Wettbewerb 2020 aufgrund der Pandemie nicht beendet wurde, erreichte Magdeburg in der Saison 2020/21 zum ersten Mal seit 2007 wieder das Finale des EHF-Pokals, der nun aber EHF European League genannt wurde. Im deutsch-deutschen Finale gegen die Füchse Berlin siegte man 28:25. Dank einer Wildcard nahm der SCM am IHF Super Globe 2021 teil, wo die Mannschaft nach Siegen über den Ozeanien-Vertreter Sydney University HC, den Champions-League-Finalisten Aalborg Håndbold und im Finale über den Champions-League-Sieger FC Barcelona zum ersten Mal den Weltpokal für Vereinsmannschaften gewann.

#### Im Kampf um große Titel (seit 2021)
Mit dem Gewinn des EHF-Pokals sowie des IHF Super Globe 2021 kehrte der SC Magdeburg zurück ins nationale und internationale Rampenlicht. In der Bundesliga-Saison 2021/22, in der man nur zu Hause dem THW und auswärts bei der SG Flensburg-Handewitt unterlag, kürte man sich zum zweiten Mal zum Deutschen Meister und erreichte darüber hinaus auch noch zwei Endspiele. Sowohl das Finale in der EHF European League (39:40 nach Verlängerung gegen Gastgeber Benfica Lissabon) als auch das Endspiel des DHB-Pokals 2021/22 (21:28 gegen den THW Kiel) gingen jedoch verloren.
Der SCM schaffte es aber, beim IHF Super Globe 2022 durch einen 41:39-Sieg nach Verlängerung gegen den FC Barcelona den Titel zu verteidigen. Gleicheres gelang in der Handball-Bundesliga nicht, wo man knapp hinter dem THW Kiel Vizemeister der Saison 2022/23 wurde. Wie auch schon 2002 erlebte der SCM im Jahr nach einer deutschen Meisterschaft dafür den größten internationalen Triumph: am 18. Juni 2023 konnte man in einem dramatischen Finale den KS Kielce mit 30:29 in der Verlängerung besiegen und somit zum zweiten Mal die Champions League gewinnen.
Die Saison 2023/24 wurde auf nationaler Ebene die erfolgreichste des SC Magdeburg überhaupt, da zum ersten Mal auf gesamtdeutscher Ebene (bzw. nach 1977 und 1984 zum dritten Mal insgesamt) der Double-Gewinn aus Meisterschaft und Pokal gelang. Im Final Four des DHB-Pokals siegte man gegen die MT Melsungen mit 30:19, während man die dritte Deutsche Meisterschaft bereits am 33. Spieltag sichern konnte. Schon im November 2023 war mit einem 34:32 nach Verlängerung gegen die Füchse Berlin im Finale des IHF Super Globe 2023 zum dritten Mal in Folge der Gewinn der Klub-Weltmeisterschaft geglückt. Als amtierender Titelträger erreichte der SC Magdeburg zudem erneut das Final Four der Champions League 2023/24 und belegte dort den 4. Platz.

## Titel

### Männer

#### International
- 2 × Europapokal der Landesmeister: 1978, 1981
- 3 × Champions League: 2002, 2023, 2025
- 3 × EHF-Pokal: 1999, 2001, 2007
- 1 × EHF European League: 2021
- 3 × IHF Men’s Super Globe: 2021, 2022, 2023
- 1 × IHF-Goldpokal: 1981
- 2 × EHF Champions Trophy: 2001, 2002

#### National
Meisterschaft
- 11 × DDR-Meisterschaft: 1967 (Feld), 1970, 1977, 1980, 1981, 1982, 1983, 1984, 1985, 1988, 1991
- 3 × Deutsche Meisterschaft: 2001, 2022, 2024

Pokal
- 1 × Turniermeisterschaft: 1970
- 4 × FDGB-Pokal: 1977, 1978, 1984, 1990
- 3 × DHB-Pokal: 1996, 2016, 2024
- 2 × DHB-Supercup: 1996, 2001

### Frauen
- DDR-Meisterschaft: Sieger 1981
- DHV-Pokal: Sieger 1976
- Europapokal der Pokalsieger: Finalist 1983

## Cheftrainer
Seit dem Start in die Oberliga im Jahre 1957 hatte der SCM 13 Cheftrainer. Mit Cheftrainer ist der für die erste Mannschaft verantwortliche Trainer gemeint. Zur DDR-Zeit wurde dieser „Verantwortlicher Oberligatrainer“ genannt. Daneben gab es einen „Cheftrainer“, dessen Aufgaben gewissermaßen mit denen eines heutigen Sportdirektors vergleichbar waren.
- 1957 bis 1962 Hans-Jürgen Wende (anfangs als Spielertrainer)
- 1962 bis November 1967 Bernhard Kandula
- Januar 1968 bis Januar 1989 Klaus Miesner
- Januar 1989 bis Juni 1993 Hartmut Krüger
- Juli 1993 bis Juni 1994 Ingolf Wiegert
- Juli 1994 bis Januar 1999 Lothar Doering
- Januar 1999 bis Juni 1999 Peter Rost (Interimstrainer)
- Juli 1999 bis Januar 2006 Alfreð Gíslason
- Januar 2006 bis Juni 2006 Gheorghe Licu (Interimstrainer)
- Juli 2006 bis November 2007 Bogdan Wenta
- November 2007 bis Januar 2008 Helmut Kurrat (Interimstrainer)
- Januar 2008 bis Dezember 2009 Michael Biegler
- Januar 2010 bis Juni 2010 Sven Liesegang (Interimstrainer)
- Juli 2010 bis Dezember 2013 Frank Carstens
- Dezember 2013 bis Juni 2014 Uwe Jungandreas (Interimstrainer)
- Juli 2014 bis Dezember 2015 Geir Sveinsson
- seit Dezember 2015 Bennet Wiegert

Erfolgsbilanzen der Trainer
Die Punktebilanzen (exklusive der Play-off-Spiele) der Trainer seit Start in die Bundesliga im Jahr 1991:
| LN | Name            | Nation      | Von  | Bis  | Spiele | Punkte | Quote |
| -- | --------------- | ----------- | ---- | ---- | ------ | ------ | ----- |
| 1  | Hartmut Krüger  | Deutschland | 1991 | 1993 | 60     | 70     | 1,17  |
| 2  | Ingolf Wiegert  | Deutschland | 1993 | 1994 | 34     | 36     | 1,06  |
| 3  | Lothar Doering  | Deutschland | 1994 | 1999 | 135    | 148    | 1,10  |
| 4  | Peter Rost      | Deutschland | 1999 | 1999 | 13     | 16     | 1,23  |
| 5  | Alfreð Gíslason | Island      | 1999 | 2006 | 226    | 330    | 1,46  |
| 6  | Gheorghe Licu   | /           | 2006 | 2006 | 16     | 26     | 1,63  |
| 7  | Bogdan Wenta    | /           | 2006 | 2007 | 44     | 58     | 1,32  |
| 8  | Helmut Kurrat   | Deutschland | 2007 | 2008 | 10     | 7      | 0,70  |
| 9  | Michael Biegler | Deutschland | 2008 | 2009 | 66     | 78     | 1,18  |
| 10 | Sven Liesegang  | Deutschland | 2010 | 2010 | 16     | 9      | 0,56  |
| 11 | Frank Carstens  | Deutschland | 2010 | 2013 | 120    | 136    | 1,13  |
| 12 | Uwe Jungandreas | Deutschland | 2013 | 2014 | 16     | 20     | 1,25  |
| 13 | Geir Sveinsson  | Island      | 2014 | 2015 | 52     | 64     | 1,23  |
| 14 | Bennet Wiegert  | Deutschland | 2015 | 2025 | 319    | 506    | 1,59  |

Stand: 21. Juni 2025 (nach 34 von 34 Spielen in der Saison 2024/25)

## Ehrungen
Hall of fame

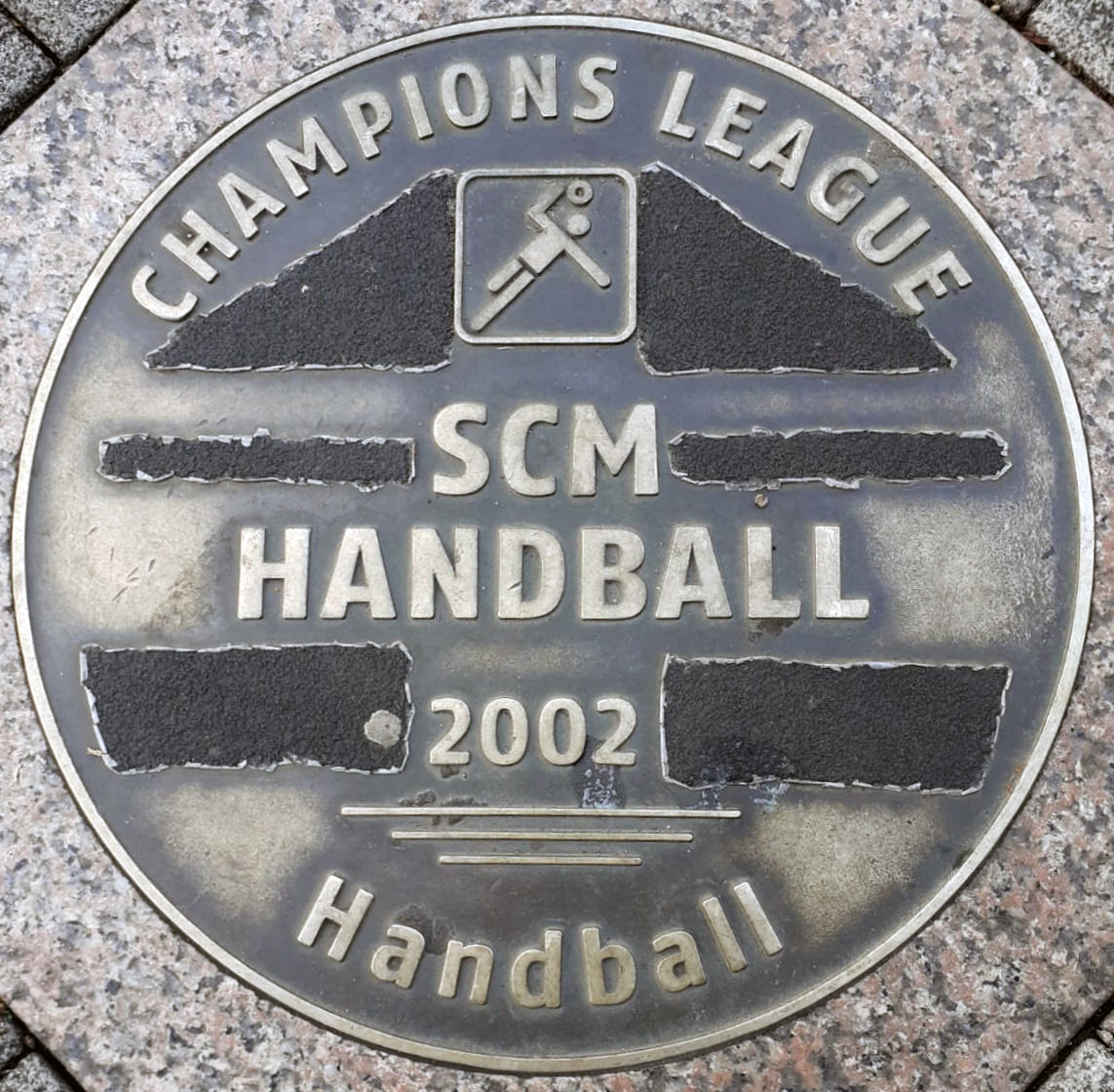
Würdigung auf dem Sports Walk of Fame in Magdeburg für den Gewinn der Championsleague 2002

Bis 2024 wurden 15 ehemalige Spieler in die Hall of Fame aufgenommen. Symbolisiert werden die Spieler durch Trikots, die zusammen an der Westseite in der GETEC Arena hängen. Zuletzt wurde Michael Damgaard die Ehre der Aufnahme in die Hall of Fame zuteil.
- Ursprüngliche Mitglieder: Günter Dreibrodt, Ernst Gerlach, Hartmut Krüger, Wieland Schmidt, Hans-Jürgen Wende, Ingolf Wiegert
- Neuaufnahme 2003: Guéric Kervadec, Ólafur Stefánsson
- Neuaufnahme 2004: Wolfgang Lakenmacher
- Neuaufnahme 2007: Stefan Kretzschmar, Joël Abati
- Neuaufnahme 2010: Steffen Stiebler
- Neuaufnahme 2015: Bennet Wiegert, Bartosz Jurecki
- Neuaufnahme 2023: Marko Bezjak[14]
- Neuaufnahme 2025: Michael Damgaard[15]

## Kader Saison 2025/26
| Nr. | Name                       | Nation      | Position | geb. am            | Größe  | seit | Vertrag bis | letzter Verein     |
| --- | -------------------------- | ----------- | -------- | ------------------ | ------ | ---- | ----------- | ------------------ |
| 1   | Sergey Hernández           | Spanien     | Tor      | 17. Juni 1995      | 1,97 m | 2023 | 2026        | Benfica Lissabon   |
| 80  | Nikola Portner             | Schweiz     | Tor      | 19. November 1993  | 1,94 m | 2022 | 2027        | Chambéry Savoie HB |
| 6   | Matthias Musche            | Deutschland | LA       | 18. Juli 1992      | 1,86 m | 2011 | 2027        | HG 85 Köthen       |
| 7   | Felix Claar                | Schweden    | RM       | 5. Januar 1997     | 1,92 m | 2023 | 2028        | Aalborg Håndbold   |
| 8   | Manuel Zehnder             | Schweiz     | RM       | 24. Oktober 1999   | 1,90 m | 2024 | 2026        | HC Erlangen        |
| 9   | Tim Zechel                 | Deutschland | KM       | 28. September 1996 | 1,96 m | 2024 | 2027        | HC Erlangen        |
| 10  | Gísli Þorgeir Kristjánsson | Island      | RM       | 30. Juli 1999      | 1,91 m | 2020 | 2028        | THW Kiel           |
| 11  | Daniel Pettersson          | Schweden    | RA       | 6. Mai 1992        | 1,79 m | 2016 | 2026        | IF Guif            |
| 14  | Ómar Ingi Magnússon        | Island      | RR       | 12. März 1997      | 1,86 m | 2020 | 2028        | Aalborg Håndbold   |
| 17  | Tim Hornke                 | Deutschland | RA       | 4. August 1990     | 1,88 m | 2019 | 2026        | TBV Lemgo          |
| 19  | Elvar Örn Jónsson          | Island      | RL       | 31. August 1997    | 1,85 m | 2025 | 2028        | MT Melsungen       |
| 20  | Philipp Weber              | Deutschland | RM       | 15. September 1992 | 1,94 m | 2021 | 2028        | SC DHfK Leipzig    |
| 21  | Albin Lagergren            | Schweden    | RR       | 11. September 1992 | 1,86 m | 2023 | 2028        | Rhein-Neckar Löwen |
| 22  | Lukas Mertens              | Deutschland | LA       | 22. Juni 1996      | 1,82 m | 2017 | 2027        | Wilhelmshavener HV |
| 23  | Magnus Saugstrup           | Danemark    | KM       | 12. Juli 1996      | 1,95 m | 2021 | 2029        | Aalborg Håndbold   |
| 24  | Christian O’Sullivan       | Norwegen    | RM       | 22. August 1991    | 1,90 m | 2016 | 2026        | IFK Kristianstad   |
| 25  | Sebastian Barthold         | Norwegen    | LA       | 27. August 1991    | 1,85 m | 2025 | 2026        | Aalborg Håndbold   |
| 54  | Oscar Bergendahl           | Schweden    | KM       | 8. März 1995       | 1,92 m | 2023 | 2026        | TVB Stuttgart      |

### Transfers zur Saison 2025/26
| Zugänge             | Zugänge            | Zugänge           |
| Nation              | Name               | abgebender Verein |
| ------------------- | ------------------ | ----------------- |
| Island              | Elvar Örn Jónsson  | MT Melsungen      |
| Norwegen            | Sebastian Barthold | Aalborg Håndbold  |
| Stand: 30. Mai 2025 |                    |                   |

| Abgänge                | Abgänge                   | Abgänge             |
| Nation                 | Name                      | aufnehmender Verein |
| ---------------------- | ------------------------- | ------------------- |
| Spanien                | Antonio Serradilla Cuenca | TVB 1898 Stuttgart  |
| Danemark               | Michael Damgaard          | HØJ Håndbold        |
| Schweden               | Isak Persson              | HK Malmö            |
| Stand: 16. August 2025 |                           |                     |

### Transfers zur Saison 2026/27
| Zugänge                | Zugänge                | Zugänge                |
| Nation                 | Name                   | abgebender Verein      |
| Stand: 13. August 2025 | Stand: 13. August 2025 | Stand: 13. August 2025 |
| ---------------------- | ---------------------- | ---------------------- |

| Abgänge                | Abgänge          | Abgänge             |
| Nation                 | Name             | aufnehmender Verein |
| ---------------------- | ---------------- | ------------------- |
| Spanien                | Sergey Hernández | Ziel unbekannt      |
| Stand: 13. August 2025 |                  |                     |

## Frauen
Die Frauenmannschaft spielte zwischen 1971 und 1991 in der DDR-Oberliga. Der größte Erfolg war der Gewinn der Meisterschaft 1981. In dieser Spielzeit dominierte der SC die Liga nach Belieben und stand am Ende mit nur zwei Verlustpunkten bei einer Niederlage auf Platz 1. Weiterhin konnte die Mannschaft 1976 den DHV-Pokal gewinnen, nachdem man im Finale in Premnitz in der Sporthalle am Tor II gegen den SC Leipzig 18:13 gewann. Im Jahr 1983 stand der SCM im Finale des Europapokals der Pokalsieger, scheiterte dort jedoch am jugoslawischen Vertreter RK Osijek. Im Jahr 2000 fusionierte der weibliche Bereich des SCM mit der Handballabteilung vom SV Fortuna Magdeburg zum HSC 2000 Magdeburg.

## 2. Mannschaft
Die sogenannten SCM Youngsters spielten bis 2011 in der 2. Handball-Bundesliga. Danach mussten sie auf Grund einer Ligareform in die 3. Liga zwangsabsteigen, wo sie bis heute spielen. In der Saison 2014/15 wurde die Mannschaft in der Oststaffel Meister, durfte aber als zweite Mannschaft eines Bundesligisten nicht aufsteigen.
Die Heimspiele fanden bis in die Saison 2023/2024 in der Hermann-Gieseler-Halle statt und wurden im Laufe des Jahres 2024 in die neu erbaute Wolfgang-Lakenmacher-Halle verlegt.

## Jugend
Neben den sportlichen Erfolgen ist der SCM für seine gute Nachwuchsarbeit bekannt. Er gehört in Deutschland zu den führenden Vereinen in diesem Bereich, verzeichnet Jahr für Jahr immer wieder Jugendtitel.
- Junioren (Hallenhandball)
  - A-Jugend-Meister: 1961, 1962, 1965, 1977, 1980 // 1991, 1996, 1997, 1998, 1999, 2001, 2002, 2003, 2004, 2006
    - Vizemeister 2013, 2014,  2016, 2018

  - B-Jugend-Meister: 1962, 1985, 1986, 1988, 1989 // 1992, 1994, 1998, 2000, 2001, 2006, 2018, 2025
  - DDR-Meister AK 14: 1988
  - DDR-Meister AK 13/14: 1975, 1976, 1977, 1978, 1980, 1985
- Juniorinnen (Hallenhandball)
  - A-Jugend-Meister: 1963, 1966, 1967, 1976, 1977
  - B-Jugend-Meister: 1969, 1987 // 1997, 1998, 1999
  - DDR-Meister AK 13/14: 1961, 1974